# Американска гражданска война
Американската гражданска война известна също като войната между Севера и Юга (1861 – 1865) е война между добре развитите индустриални северни щати и селскостопанските южни щати на САЩ. Фермите и плантациите в южните щати са обработвани от чернокожи роби, ползвани като евтина работна ръка, и с голямо значение за икономиката на южняците. Избраният за президент на САЩ Ейбрахам Линкълн започва кампания за премахване на робството, което довежда до отцепването на 11 южни щата. На 12 април 1861 г. техните войски нападат Форт Съмтър, с което поставят началото на една жестока и кръвопролитна война. През 1865 г. войските на Юга капитулират, измъчвани от липса както на оръжия и всякакви боеприпаси, така и на храна и облекло за изтощените войници.

## Причини
В основата на конфликта, довел до гражданската война, стоят противоречията между южните щати, в които икономиката до голяма степен се основава на робския труд, и северните щати, в които общественото мнение е настроено срещу робството. През 50-те години в центъра на политическите спорове в страната е въпросът дали да се разреши робството в новообразуваните територии, където дотогава статутът им не е правно регламентиран. И двете страни са убедени, че спирането на разпространението на робството ще доведе до неговия постепенен упадък и отмиране.
В своите позиции и двете страни в спора се позовават на либералните възгледи на Томас Джеферсън. Докато привържениците на робството се позовават на автономията на щатите, неговите противници настояват, че принципът за равенство на всички хора има предимство пред нея.
В края на 50-те години кризата се задълбочава от нарастващите опасения на Юга от овладяване на федералното правителство от противопоставящите се на робството сили и недоволството на Севера от традиционното доминиране на Юга във федералната политика. Вътрешните несъгласия за етичната страна на робството, обхвата на демокрацията и стопанските преимущества на свободния труд и робските плантации довеждат до разпадането на Партията на вигите и политическото движение Ноу Нотинг. На тяхно място се появяват Партията на свободната земя през 1848 година, Републиканската партия през 1854, Партията на конституционния съюз през 1860. През 1860 година и последната общонационална партия, Демократическата, се разцепва на две регионални части.
Още в средата на 50-те години конфликтите между привърженици и противници на робството довеждат до въоръжени сблъсъци, главно в Канзас. През 1857 година Върховният съд издава решение, според което робството е законно и в територии, като Канзас, в които мнозинството е против него. През 1859 година аболиционисти нападат федерален арсенал във Вирджиния в неуспешен опит да предизвикат масово робско въстание. Също така в северните щати пристига основната маса имигранти. В този регион са съсредоточени повечето предприятия от машиностроенето, металообработката, леката промишленост. Тук основната работна сила са многобройните емигранти от други страни, които работят във фабриките, заводите и другите предприятия. Работната ръка на север е достатъчно, демографската ситуация е стабилна и равнището на живот – достатъчно. Съвършено противоположна е ситуацията на юг. САЩ, в хода на Американо-мексиканската война, получава огромни територии на юг, където се намира голямо количество свободни земи. На тези земи се основават плантаторите, получили огромни земеделски участъци. Именно затова, за разлика от Севера, Югът става аграрен регион. Освен това има и друг проблем: не достига работната ръка. В по-голямата си част, емигрантите отиват в северните щати, ето защо от Африка, започвайки още в началото на 18 век, започва превозването на чернокожи роби. Към началото на сецесията, 1/4 от бялото население на Юга са робовладелци.
Югът е „аграрен придатък“ на САЩ – развива такива култури, като тютюн, захарна тръстика, памук и ориз. Северът се нуждае от суровините на Юга, особено от памук, а Юга – от машините на Севера. Дълго време двата различни икономически региона съществуват в една страна, но противоречията помежду им постепенно се задълбочават.
Последното събитие, предизвикало отделянето на южните щати от федерацията е победата на републиканския кандидат Ейбрахам Линкълн, противник на разширяването на робството, на президентските избори през 1860 година. Линкълн обещава, че няма да предприеме нищо срещу робството в Юга, но опасенията в южните щати не отслабват. Изгубили президентския пост и мнозинството си в Камарата на представителите, привържениците на робството стават все по-склонни да се отделят от Съединените американски щати.

## Обособяване на враждуващите страни

### Конфедерацията
На 20 декември 1860 година, след победата на Линкълн на президентските избори, Южна Каролина става първият щат, който напуска Съединените щати. През следващите шест седмици, преди новият президент да встъпи в длъжност, Мисисипи (9 януари 1861), Флорида (10 януари), Алабама (11 януари), Джорджия (19 януари), Луизиана (26 януари) и Тексас (1 февруари) също се отделят от федерацията.
На 4 февруари 1861 година седемте щата създават общо правителство под името Конфедеративни американски щати. То установява контрол над федералните укрепления и друга федерална собственост в рамките на отделилите се щати. Щатите приемат Конституция и избират за свой президент бившия сенатор от Мисисипи Джеферсън Дейвис, който, заедно с другите ръководители на Конфедерацията, заявява, че на тяхната територия робството ще съществува „вечно“. Столица на Конфедерация става алабамският град Монтгомъри, а след присъединяването на Вирджиния – Ричмънд. Южните щати заемат 40 % от цялата територия на САЩ с население 9,1 милиона души, в това число над 3,6 милиона афроамериканци.
На 7 октомври, в състава на Конфедерацията влиза Индианската територия, чието население не е лоялно нито към Конфедерацията (повечето индианци са изгонени от територии, на които са образувани робовладелческите щати), нито към правителството на САЩ. Някои индианци се обявяват против робството, но подкрепят Конфедерацията поради опасения, че Северът ще ограби още от териториите им. Сенатът на конфедерацията се сформира от двама представители от всеки щат, и от един представител на всяка индианска република (в състава на Индианската територия има 5 републики по броя на индианските племена – чероки, чокто, крийки, чикасо и семиноли). Индианските представители в Сената нямат право на глас.
Частите на федералната армия, разположени в Тексас, които наброяват около една четвърт от цялата армия, преминават на страната на Конфедерацията. Президентът на Съединените щати Джеймс Бюканън, чийто мандат изтича на 4 март, не оказва особена съпротива на тези действия. Макар че смята отделянето за необосновано и нежелателно, той не смята, че федералното правителство има право да употреби сила при създалите се обстоятелства.
След като Линкълн поема президентския пост и Конфедерацията започва военни действия, на 15 април 1861 година правителството на Съединените щати обявява обща мобилизация. Това действие става причина за отцепването на още няколко щата, които минават на страната на Конфедерацията – Вирджиния (17 април), Арканзас (6 май), Тенеси (7 май) и Северна Каролина (20 май).
Тъй като представителите на южните щати напускат Конгреса, републиканците получават голямо надмощие в него, което използват за одобряването на множество проекти, блокирани дотогава. Сред тях са въвеждането на протекционистични мита, създаването на колежи, финансирани с дарения на федерални земи, раздаването на пустеещи федерални земи, изграждането на железопътна и телеграфна връзка от река Мисури до Тихия океан, облагането с данък на доходите.

### Гранични щати
Част от щатите и териториите между ядрата на двете враждебни сили нямат еднозначно отношение по основните спорни въпроси. Повечето от тях доброволно или принудително остават в състава на Съединените щати, но в същото време се стремят към запазване на робството.
В Мериленд правителството и обществеността симпатизират на Конфедерацията, но Линкълн арестува и затваря без присъда членовете на правителството, като въвежда в щата военно положение преди Конфедерацията да успее да се намеси. В Мисури свиканото Учредително събрание решава щатът да остане в Съединените щати, но се стига до сблъсъци между командваните от проконфедералния губернатор местни милиции и федералната армия, в резултат на които правителството е принудено да напусне щата, а властта е поета от Учредителното събрание.
Кентъки се опитва известно време да запази неутралитет в конфликта, но след навлизането в щата на силите на Конфедерацията през 1861 година преминава на страната на Съюза. За кратко е образувано бунтовническо правителство, което напуска щата, заедно с конфедералните войски. След отделянето на Вирджиния, юнионистки активисти отцепват северозападните части на щата, които по-късно образуват новия щат Западна Вирджиния в състава на съюза. Подобен опит е направен и в източните части на Тенеси, но са пресечени от правителството на Конфедерацията.
На запад към Конфедерацията се присъединяват части от териториите Ню Мексико и Индианската територия (днес Оклахома), където на страната на Юга се бият индиански племена, притежаващи роби.
В състава на Съюза остават 23 щата, включително робовладелските Делауър, Кентъки, Мисури и Мериленд, които, не без борба, предпочитат да съхранят лоялността си към федералния Съюз. Населението на Съюза превишава 22 млн. души, на територията му е разположена практически цялата промишленост на страната, 70 % от железопътните линии, 81 % от банковите депозити и т.н.

## Ход на бойните действия

### Първи период на войната (април 1861 – април 1863 г.)

#### Сражения през 1861 г.
Бойните действия започват на 12 април 1861 г. със сражението за форт Съмтър в залива Чарлстън. След 34-часов обстрел, фортът е принуден да се предаде. В отговор на това, Линкълн обявява, че южните щати са в състояние на метеж, провъзгласява морска блокада на крайбрежието им, призовава в армията доброволци, а по-късно въвежда и военна повинност.
Отначало преимуществото е на страната на Юга. Още преди встъпването в длъжност на Линкълн, тук са складирани много оръжия и боеприпаси, организирано е превземането на федералните арсенали и складове. Тук са разположени най-боеспособните части, които се попълват със стотици офицери, напуснали федералната армия, в това число Томас Джаксън, Дж. Джонстън, Робърт Лий и др. Основната цел на северняците във войната е да запазят съхранението на Съюза и целостта на страната, на южняците – признаването на независимостта и суверенитета на Конфедерацията. Стратегическите замисли на страните са сходни: настъпление към столицата на противника и разделянето на територията му.
Първото сериозно сражение се състои във Вирджиния, при железопътната станция Манасас на 21 юли 1861 г., когато лошо обучената войска на северняците, преминава ручея Бул Рън, и атакува южняците, но е принудена да започне отстъпление, преминало в бягство. Към есента, на източния театър на военните действия Съюзът разполага добре въоръжена армия, под ръководството на генерал Дж. Макклелън, който от 1 ноември е издигнат за главнокомандващ на всички армии. Макклелън се оказва бездарен военачалник, често избягващ активните действия. На 21 октомври, частите му са разбити край Болс Блъф, недалече от американската столица. Доста по-успешно е осъществяването на блокадата на морското крайбрежие на Конфедерацията. Едно от следствията ѝ е завладяването на 8 ноември 1861 г. на британския параход „Трент“, на борда на който се намират емисари на южняците – нещо, което поставя САЩ на ръба на война с Великобритания.

#### Сражения през 1862 г.
През 1862 г. най-големия си успех северняците постигат на западния театър на военните действия. В периода февруари-април, армията на генерал Юлисис Грант завзема редица фортове, изтласква южняците от Кентъки, а сред трудна победа при Шайло – и от Тенеси. Към лятото е превзет щатът Мисури, и войските на Грант влизат в северните райони на Мисисипи и Алабама.
12 април 1862 г. влиза в историята на войната, благодарение на знаменития епизод с догонването на локомотива „Генерал“ от група доброволци-северняци, известен като Великото локомотивно преследване.
Голямо значение има завземането на 25 април 1862 г. (в хода на съвместна десантна операция на частите на генерал Б. Бътлър и корабите на капитан Д. Фарагът) на Нови Орлеан, важен търговски и стратегически център. На изток, Макклелън, наречен от Линкълн „бавен“, е сменен на поста главнокоманващ и, начело на една от армиите, е изпратен в настъпление към Ричмънд. Започва така наречената „Кампания на полуострова“. Ървин Макдауъл разчита да използва численото си превъзходство и тежката си артилерия, за да спечели войната с една кампания, без да нанася щети на мирните жители.
Във времето, когато Макдауъл планира настъпление към Ричмънд от изток, други части на армията на Съюза трябва да се придвижат към града от север. Числеността на тези части е около 60 хиляди души, но генерал Джаксън с отряд от 17 хиляди души, ги задържа в Кампанията в долината Шенандо, разбива ги в няколко сражения и не ги допуска до Ричмънд. В същото време, в началото на април, повече от 100 хиляди войници на федералната армия слизат на вирджинското крайбрежие, но вместо фронтален удар Макклелън предпочита постепенно придвижване, за да удари във фланг и в тил врага. Южняците бавно отстъпват, а Ричмънд се готви за евакуация. В битката при седемте бора генерал Джонстън е ранен и командването поема Робърт Лий. Тази битка е и първата в историята на военните конфликти, в която е изпробвана употребата на картечници. Поради несъвършенствата на конструкцията си те не успяват да повлияят съществено на хода на сраженията. Но и в двете армии започват да се появяват картечници на различни конструктори. Те все още не приличат на модели с автоматична система на презареждане и относителна компактност, а по габарити и характеристики се приближават по-скоро към митральозата и модела „Гатлинг“.
Генерал Лий успява да спре армията на северняците в поредица схватки (т.н. Седемдневни битки), а после напълно да я изтласка от полуострова. Макклелън е сменен, като на негово място е назначен генерал Джон Поуп. Новият командващ е победен във второто сражение при Бул Рън (29 – 30 август). Лий навлиза в Мериленд, с намерението да прекъсне комуникациите на федералната армия и да изолира Вашингтон. На 15 септември войските на южняците, под командването на Томас Джаксън, завземат Харпърс-Фери, пленявайки 11-хилядния гарнизон и значително количество снаряжение. На 17 септември край Шарпсбърг, 40-хилядната армия на Лий е атакувана от 70-хилядната войска на Макклелън. В хода на това сражение (известно като битката при Антиетам) двете страни губят 4808 убити, а 18 578 са ранени. Сражението завършва без победител, но Лий предпочита да отстъпи. Нерешителността на Макклелън, отказал се от преследване на противника, спасява южняците от поражение. Макклелън е заменен от Амброуз Бърнсайд.
На 9 март 1862 г. край бреговете на Вирджиния се води и първото в историята сражение между броненосни кораби.
Краят на годината завършва неудачно за северняците. Бърнсайд започва ново настъпление към Ричмънд, но на 13 декември е спрян от армията на генерал Лий в битката при Фредериксбърг. Превъзхождащите сили на федералната армия са напълно разбити, загубвайки два пъти повече убити и ранени от противника. Бърнсайд провежда още един неуспешен маньовър, известен като „Калният марш“, след който е отстранен от командването.

#### Прокламация за освобождение на робите
На 30 декември 1862 г., Линкълн подписва Прокламацията за освобождение на робите. За свободни се обявяват робите във враждебните на Съюза щати. Пътят за робството в „свободните земи“ на Запада е затворен с приетия през май 1862 г. Закон за земята (известен като Homestead act), предоставящ на всяко американско семейство възможността да получи поземлен участък до 160 акра.
В очите на Европа, прокламацията кардинално изменя характера и целта на войната: оттогава борбата се води не за единството на Съюза, а за отмяна на робството. До прокламацията някои европейски страни са недоволни от действията на Севера, най-вече поради блокадата на пристанищата на южните щати, която парализира търговията на Юга с Европа. Например в Англия, поради намаляването на потока от американски памук, е разорена текстилната промишленост и стотици хиляди души остават без работа. Англия и Франция се подготвят официално да признаят Конфедерацията за независима.
Благодарение на Прокламацията за освобождение на робите, Линкълн си спечелва симпатиите на европейските страни. Русия, която година преди това е освободила своите крепостни селяни, също заема доброжелателна позиция по отношение на Съюза. В отговор на това, северните щати поддържат Русия по време на полския въпрос.

### Втори период на войната (май 1863 – април 1865 г.)

#### Сражения през 1863 г.
През януари 1863 г. за командващ на федералната армия е назначен Джоузеф Хукър. Той възобновява настъплението към Ричмънд, но този път избира тактика на маневриране. В началото на май се състои битката при Чансълърсвил, в хода на която 130-хилядната армия на северняците претърпява поражение от 60-хилядната войска на генерал Лий. В това сражение, южняците първи успешно използват тактиката на атака в разпръснат строй. Загубите на страните са: на северняците 17 275, а на южняците – 12 821 души убити и ранени. В това сражение е смъртно ранен генерал Томас Джаксън, получил за твърдостта си в боя прозвището „Каменната стена“. Северняците отново отстъпват, а Лий, обхождайки Вашингтон от север, навлиза в Пенсилвания.
При тази ситуация, огромно значение придобива изходът от тридневната битка при Гетисбърг в началото на юли. В тези кръвопролитни боеве, войските на Лий са спрени и се оттеглят във Вирджиния, отстъпвайки от територията на Съюза. В същия ден, на западния театър, армията на Грант, след дълга обсада и две неуспешни атаки, овладява крепостта Виксбърг (на 4 юли). На 8 юли войниците на генерал Н. Бенкс превземат Порт Хъдзън в Луизиана. По този начин е установен контрол над долината на река Мисисипи, а Конфедерацията – разделена на две части.
Въпреки двете тежки поражения, южняците все още не са разгромени. През септември армията на генерал Бракстън Браг разбива Охайската армия на адмирал Розенкранц в сражението при Чикамауга и обкръжава остатъците ѝ в град Чатануга. Все пак, генерал Юлисис Грант успява да деблокира града, а после и да разбие армията на Браг в битката при Чатануга. В боевете за Чатануга, северняците за първи път в историята използват бодлива тел.

#### Сражения през 1864 г.
В хода на войната настъпва стратегически прелом. Планът за кампанията от 1864 г. е разработен от Юлисис Грант, оглавил въоръжените сили на Съюза. Основният удар нанася 100-хилядната армия на генерал Уилям Шърман, който през май нахлува в Джорджия. Нанасяйки големи загуби и унищожавайки всичко на пътя си, армията се придвижва напред и на 2 септември влиза в Атланта. Самият Грант оглавява армия, настъпваща против съединенията на Лий на източния театър.
На 4 май 1864 г., 118-хилядната армия на Грант навлиза в горите в местността, където е посрещната от 60-хилядна войска на южняците – започва кръвопролитната Битка в горския пущинак. Грант губи в сражението 18 хиляди души, а южняците – 8 хиляди, но Грант продължава настъплението си и прави опит да овладее Спотсилвания, за да отреже Северовирджинската армия от Ричмънд.
От 8 до 19 май се провежда битката при Спотсилвания, в която Грант отново губи 18 хиляди души, но не успява да сломи отбраната на конфедератите. След две седмици последва битката при Колд Харбър, която протича в своего рода окопна война. Не успявайки да превземе укрепените позиции на южняците, Грант предприема обход и се отправя към Питърсбърг, и започва обсада, която продължава близо година.
Шърман, прегрупирайки частите си, на 15 ноември започва известния „Марш към морето“, който го отвежда в Савана, която е превзета на 22 декември 1864 г. Военните успехи оказват влияние върху изхода на президентските избори през същата година. Линкълн, застъпващ се за сключване на мир, при условията да се възстанови Съюза и да се забрани робството, е преизбран за втори мандат.

#### Кампанията през 1865 г.
На 1 февруари, армията на Шърман излиза от Савана на север, за съединяване с основните сили на Грант. Придвижването през Южна Каролина, съпровождано с нанасянето ѝ на съществени загуби, завършва с превземането на Чарлстън на 18 февруари. След месец, армиите на Съюза се срещат в Северна Каролина. Към пролетта на 1865 г. Грант разполага с армия от 115 хиляди души. На Лий остават 54 хиляди, и след неуспешната за Юга битка при Файв Форкс (1 април), той решава да остави Питърсбърг, а на 2 април – да евакуира Ричмънд. Отстъпващите с бой остатъци от армията на южняците, на 9 април 1865 г. се предават на Грант при Апоматокс. След арестуването на 10 май на Дж. Дейвис и членовете на правителствата му, Конфедерацията прекратява съществуването си. На 12 и 13 май се провежда битката при ранчото Палмито – последното сражение на гражданската война (спечелено от южняците).
Капитулацията на останалите части от армията на Конфедерацията продължава до края на юни. Последен от генералите на Юга, на 23 юни капитулира Стенд Уайти, със своите индиански подразделения.
Победата на Севера е помрачена от смъртта на президента Линкълн – на 14 април 1865 г. върху него е извършено покушение; Линкълн е смъртно ранен и, без да дойде в съзнание, умира в утрото на следващия ден.

## Статистика на Гражданската война в САЩ
| Воюващи страни        | Население (1861 г.) | Мобилизирани | Убити   | Ранени  | Загуби  | Загуби     | Загуби        |
| Воюващи страни        | Население (1861 г.) | Мобилизирани | Убити   | Ранени  | От рани | От болести | Други причини |
| --------------------- | ------------------- | ------------ | ------- | ------- | ------- | ---------- | ------------- |
| Съюзът (Северът)      | 22 339 968          | 2 803 300    | 67 058  | 275 175 | 43 012  | 194 368    | 54 682        |
| Конфедерацията (Югът) | 9 103 332           | 1 064 200    | 67 000  | 137 000 | 27 000  | 59 000     | 105 000       |
| Общо                  | 31 443 300          | 3 867 500    | 134 058 | 412 175 | 70 012  | 253 368    | 163 796       |

## Последици
- Гражданската война остава най-кръвопролитната война в историята на САЩ (на всички фронтове на Втората световна война, въпреки мащаба ѝ и разрушителността на оръжията през 20 век, загубите на американците са по-малки).[20]
- Загубите на северняците са почти 360 хиляди души убити и умрели от рани и над 275 хиляди ранени. Конфедератите губят съответно 258 хил. и около 137 хил. души.
- Само военните разходи на правителството на САЩ достигат 3 млрд. долара. Войната демонстрира новите възможности на военната техника и оказва влияние върху развитието на военното изкуство.
- Забраната на робството е въведена с 13-ата поправка на Конституцията на САЩ, встъпила в сила на 18 декември 1865 г. (робството във въстаналите щати е отменено още през 1863 г. с указ на президента).
- В страната са създадени условия за ускореното развитие на промишлено и селскостопанско производство, усвояването на западните земи, засилване на вътрешния пазар. Властта в страната преминава в ръцете на буржоазията от североизточните щати. Войната не разрешава всички проблеми пред страната. Някои от тях намират решение в хода на реконструкцията на Юга, продължила до 1877 г. Други, в това число предоставянето на черното население на равни права с белите, остават неразрешени десетилетия наред.